# Dušan Jakšić
Dušan Jakšić (Karlovac, 5. lipnja 1925. – Beograd, 17. prosinca 2009.), jugoslavenski i srbijanski pjevač i glumac.

## Životopis
Dušan Jakšić je odrastao u Beogradu. Želio je postati glumac, a kako tada u Beogradu još nije bilo Kazališne akademije, upisao je 1946. godine Srednju glazbenu školu, odjel solo pjevanja, a zatim isti odjel na Muzičkoj akademiji u Beogradu. Kasnije je prešao na Kazališnu Akademiju (današnji FDU) u Beogradu, gdje je i diplomirao u klasi Bojana Stupice 1952. godine. Prvi angažman Jakšić je dobio u novosadskom kazalištu. Uz glumu prihvatio se vrlo rano i pjevanja, i to narodnih pjesama, što je tada bilo unosno.
Godine 1954. promijenio je kazališnu kuću nakon što je dobio mjesto u Beogradskom dramskom pozorištu. Sljedeće je godine snimio mađarsku romansu "Noćas nisu sjale" a nakon toga poznati šlager "Sve moje jeseni su tužne", skladatelja Žarka Petrovića. Pjesma je postala hit, a Dušan Jakšić poznat.
Na prvom Opatijskom festivalu jugoslavenske radio difuzije 1958. godine, nastupio je kao predstavnik Radio Beograda i otpjevao pjesmu skladatelja Miroslava Biroa "More, more". Jakšić nije osvojio ni jednu nagradu, ali je ostavio vrlo dobar dojam svojim ugodnim baritonom i pjevačkim umijećem.
Sljedećih desetak godina, sve do 1968., redovni je gost na Opatijskom festivalu, na kojem je prvi put pobijedio 1959. (zajedno s Vicom Vukovim) otpjevavši pjesmu "Mirno teku rijeke" pjesnika Drage Britvića, koju je uglazbio Miroslav Biro. Ponovno je pobijedio 1961., ovaj put s vlastitom pjesmom "Julijana"; tada je osvojio tri nagrade. Uspjeh je ponovio i na festivalu "Beogradsko proleće", 1964. godine, kada je, također s vlastitom skladbom "Čerge" (na stihove Ljubodraga Despotovića) osvojio prvu nagradu publike. Tih je godina snimio i pjesmu "Otišla si sa lastama", koja je također postala hit radio postaja.
Uz pjevačku karijeru Dušan Jakšić nije zanemarivao niti svoju primarnu profesiju - glumu. Nastupao je u svojoj matičnoj kući i snimio desetak filmova, te više televizijskih drama i komedija.

## Diskografija (izbor)
- Karolina, daj / SANREMO '61, Izdavač - Jugoton, Zagreb, 1961- EPY 3098
- Ja sam simpatičan / Napunite mi času / Zemlja srca mog / Svet / EP50243
- Jednom se živi / Žaklin / Dečak iz predgradja / Sneg / EPY3743, 1967
- Kad dođe noć / Za dva poljupca / Zbogom drugovi / Niko na svetu / EP50241
- Kristinka / Ja sam vjetar  / Jugoton SY-1048
- Luna nad morem / Manuela, Izdavač - Jugoton, Zagreb - SY 1137, 19xx.
- Mali Gonzales / Suze ljubavi / SY1211
- Maliziusella / Torero / Chitarra romana / Ti-pi-tipso / EPY3033
- Marina / Biću opet tu / Julija / Kad prođe sve / EPY3063
- Noćas nisu sjale (zvezdice na nebu) / Moja mala nema mane / Jesen stiže dunjo moja / Al' je lep ovaj svet / P17116, 1965
- Raskršće / Dosvidanja / Sevastopoljski val / Oproštaj s gitarom, Izdavač: Jugoton - Zagreb, EPY 3244, 1963.
- Sad znanci smo samo / Trojka / SY1032
- Tamo daleko / Teci, Dunave / Nebo je tako vedro / Jesenje lišće, Izdavač - Jugoton, Zagreb - EPY 3453, 196x.
- Tri godine sam te sanjao / Tuga rastanka / Podmoskovske večeri / Kad bi moja bila, Izdavač - Jugoton, Zagreb - EPY 3058, 196x
- Usamljena harmonika / Marinika / Reka bez povratka / Zračak nade / EPY3010
- Vrati se / Priča o crnim očima / Melodie d'amour / Pesma mladosti / EPY3060

## Filmografija (izbor)
- Zvezde ljubavi (2005.)
- Zvezdana prašina 2 (1988.)
- Svečana obaveza (1986.)
- Noć na Gornjaku (1982.)
- Stari Beograd (1981.)
- Pozorište u kući 3, Gostu čast i čest (1975.)
- Crvena bašta (1973.)
- Bećarski divani (1973.)
- Građani sela Luga (1972.)
- Pobeda (1972.)
- Roj (1966.)[1]

## Vanjske poveznice
- Croatia Records: »Zlatna kolekcija – Dušan Jakšić«
- Sećanja.com – Dušan Jakšić (srp.)
- Discogs.com – Dušan Jakšić (diskografija)
- Dušan Jakšić u internetskoj bazi filmova IMDb-u (engl.)